# حبيل العدن (المفلحي)

تعديل مصدري - تعديل

حبيل العدن هي إحدى قرى عزلة المفلحي بمديرية المفلحي التابعة لمحافظة لحج، بلغ تعداد سكانها 194 نسمة حسب تعداد اليمن لعام 2004.